# ジーグフェルド・フォリーズ (映画)
『ジーグフェルド・フォリーズ』（Ziegfeld Follies）は、1945年に公開されたアメリカ合衆国のミュージカル映画・コメディ映画。配給はMGM。監督はルミュエル・エアーズ、ロイ・デル・ルース、ロバート・ルイス、ヴィンセント・ミネリ、メリル・パイ、ジョージ・シドニー、チャールズ・ウォルタース。フレッド・アステア、ルシル・ボール、ルシル・ブラマー、ファニー・ブライス（オリジナルのフォリーズから唯一の出演）、ジュディ・ガーランド、キャスリン・グレイソン、レナ・ホーン、ジーン・ケリー、ジェームズ・メルトン、ヴィクター・ムーア、レッド・スケルトン、エスター・ウィリアムズら、MGMの主役級スターが勢揃いした。
プロデューサーのアーサー・フリードはオリジナルであるブロードウェイのショー『ジーグフェルド・フォリーズ』の進行を映画で再現しようと考え、独立したミュージカル・シーンとコントで全体を構成した。撮影は1944年から1945年にかけて行われた。全米公開は1946年で、興行的にも批評的にも大成功となった。
この映画は第2回カンヌ国際映画祭に出品された。
なお、日本劇場公開時およびヘラルド・ポニーなどから発売されたVHS、レーザーディスクの日本語タイトルは『ジーグフェルド・フォーリーズ』だった
。

## 構成
- オープニングは天国にいるジーグフェルド（ウィリアム・パウエル）が往年のジーグフェルド・フォリーズのショーを回想する。アナ・ヘルド（英語版）、マリリン・ミラー（英語版）、ファニー・ブライス、ウィル・ロジャース、エディ・カンターらのパフォーマンスはストップモーション・アニメーションで再現された。初期の案では、レオ・ザ・ライオンが映画の紹介をすることになっていた。公開前にカットされたが、その映像は現存している[9]。
- 導入部はフレッド・アステアの歌で『Here's To The Girls』。踊りはシド・チャリシー、ルシル・ボールら。アステアのシーンの演出はすべてヴィンセント・ミネリが担当した。つづいて、ヴァージニア・オブライエンが歌う『Bring On The Wonderful Men』。（2曲とも作詞アーサー・フリード、作曲ロジャー・イーデンス）
- エスター・ウィリアムズの水中バレエ。
- キーナン・ウィンの電話のコント『Number Please』。キーナンの父エド・ウィンはオリジナルのフォリーズに出ていた。
- ジェームズ・メルトンとマリオン・ベルによる『椿姫』の抜粋。
- ヴィクター・ムーアとエドワード・アーノルドの裁判コント『Pay the Two Dollars』。
- アステアとルシル・ブラマーがスリと令嬢に扮して舞踏会でロマンティックなダンスを踊る。曲はスタンダードナンバー『This Heart of Mine』（作詞アーサー・フリード、作曲ハリー・ウォーレン）。
- ファニー・ブライスのコント『A Sweepstakes Ticket』。夫（ヒューム・クローニン）が家賃代わりに大家（ウィリアム・フローリー）に渡した宝くじが大当たりで何とか取り戻そうとする。
- レナ・ホーンの歌『Love』（作詞ラルフ・ブレーン、作曲ヒュー・マーティン）。
- レッド・スケルトンのタイムCMをネタにしたコント『When Television Comes』。
- アステア＆ブラマーのパントマイムとダンス『Limehouse Blues』。チャイナタウンが舞台の悲劇で、アステアは顔を黄色く塗って貧乏な中国人青年に扮した。
- ジュディ・ガーランドのドラマと歌『A Great Lady has an Interview』。ケイ・トンプソンの作で、元々はグリア・ガースンのために用意されたものだったがガースンが辞退。演出もガーランドの友人のチャールズ・ウォルタースがするはずだったが、ウォルタースは振り付けにまわり、ヴィンセント・ミネリが代わって演出。ミネリとガーランドは当時付き合っていて、後に結婚した。
- アステアとジーン・ケリーのダンス『The Babbitt and the Bromide』（作詞アイラ・ガーシュウィン、作曲ジョージ・ガーシュウィン）。
- キャスリン・グレイソンの歌う『There's Beauty Everywhere』。ジェームズ・メルトンの歌で、アステア、シド・チャリシー、ルシル・ブラマーが泡の中で踊るはずだったが、泡発生装置が故障し、サウンドステージの廊下まで泡だらけになり、撮り直しで現在の形になった。チャリシーの踊りのみ使われている。

## 反応
「この映画で最高のシークエンスはコントだ。とくに、レッド・スケルトンとブロンクスの主婦を演じたファニー・ブライス。インタビューを受ける女優を演じたジュディ・ガーランドも良い。『ジーグフェルド・フォリーズ』はまさにエンターテインメントだ」（ボズレー・クラウザー『ニューヨーク・タイムズ』）
「『A Great Lady has an Interview』のジュディ・ガーランドは6人の男たち相手に職業風刺の思わぬ才能を見せてくれた。何度でも言うが、『Number Please』のキーナン・ウィンはハリウッドきってのコメディアン。そして、フレッド・アステアとジーン・ケリー二人揃ってタップダンスを踊る『The Babbitt and the Bromide』にとどめを刺された」（『ニューズウィーク』）

## 興行
MGMによるとアメリカとカナダで3,569,000ドル、それ以外の国で1,775,000ドルの収益をあげた。

## 受賞
第2回カンヌ国際映画祭で最優秀ミュージカル・コメディ賞を受賞。